# Anders Andersson i Bofasterud
Anders Andersson (i riksdagen kallad Andersson i Bofasterud) född 1 november 1759 i Grava socken, död 13 november 1827 i Grava socken, var en svensk häradsdomare och riksdagsman.
Andersson företrädde Kils härad och Karlstads tingslag av Värmlands län i bondeståndet vid den urtima riksdagen 1810.
Vid 1810 års urtima riksdag var han elektor för bondeståndets utskottsval och ledamot i särskilda utskottet.